# لنج آباد (مقاطعة دورود)
لنج‌آباد (بالفارسية: لنج‌آباد) هي قرية تقع في قسم دورود الريفي (مقاطعة دورود) في إيران. يقدر عدد سكانها بـ 60 نسمة .